# Ліонель Скалоні
Ліонель Скалоні (ісп. Lionel Scaloni, нар. 16 травня 1978, Росаріо) — колишній аргентинський футболіст, захисник. По завершенні ігрової кар'єри — тренер. З 2018 року очолив національну збірну Аргентини, яку він привів до перемоги у Кубку Америки у 2021 році, Кубку чемпіонів КОНМЕБОЛ–УЄФА (2021/2022) та Чемпіонату світу 2022.

## Клубна кар'єра
У дорослому футболі дебютував 1994 року виступами за «Ньюеллс Олд Бойз», в якому провів два сезони, взявши участь у 12 матчах чемпіонату.
Протягом 1996–1998 років захищав кольори «Естудьянтеса».
Своєю грою за команду привернув увагу представників тренерського штабу «Депортіво», до складу якого приєднався в березні 1998 року за 2,5 млн євро. Відіграв за клуб з Ла-Коруньї наступні вісім сезонів своєї ігрової кар'єри. Більшість часу, проведеного у складі «Депортіво», був основним гравцем захисту команди.
31 січня 2006 року Скалоні, на правах оренди, перейшов в англійський клуб «Вест Гем Юнайтед». Причиною того, що Ліонель покинув «Депортіво» став конфлікт з головним тренером команди, Хоакіном Капарросом і бажання мати ігрову практику, щоб потрапити до складу збірної Аргентини на чемпіонат світу 2006 року. Після закінчення сезону, Скалоні повернувся в «Депортиво». 1 вересня 2006 року він, разом з Дієго Трістаном, за обопільною згодою розірвав контракт з «Депортіво».
13 вересня 2006 року Скароні уклав контракт з «Расінгом» з Сантандера, в якому провів один сезон.
30 червня 2007 року Скалоні перейшов в італійський «Лаціо», підписавши контракт на 5 років. Але вже 26 січня 2008 року футболіст був переданий в оренду в іспанську «Мальорку». У червні 2009 року Скалоні повернувся в «Лаціо» на прохання тренера Давіде Баллардіні. Всього до січня 2013 року встиг відіграти за «біло-блакитних» 52 матчі в національному чемпіонаті.
Завершив професійну ігрову кар'єру у клубі «Аталанта», за команду якого виступав протягом 2013—2015 років.

## Виступи за збірні
1997 року залучався до складу молодіжної збірної Аргентини, у складі якої став переможцем молодіжного чемпіонату світу в Малайзії. Всього на молодіжному рівні зіграв у 7 офіційних матчах, забив 2 голи.
30 квітня 2003 року дебютував в офіційних матчах у складі національної збірної Аргентини.
У складі збірної був учасником чемпіонату світу 2006 року у Німеччині, на якому зіграв лише в одному матчі.
Всього за 4 роки провів у формі головної команди країни 7 матчів, забивши 1 гол.

## Кар'єра тренера
Розпочав тренерську кар'єру невдовзі по завершенні кар'єри гравця, 2016 року, ставши асистентом співвітчизника Хорхе Сампаолі у тренерському штабі іспанської «Севільї».
За рік, у червні 2017 Сампаолі був призначений головним тренером національної збірної Аргентини, і Скалоні повернувся на батьківщину, ставши асистентом головного тренера національної команди.
Влітку 2018 року аргентинці невдало виступили на тогорічному чемпіонаті світу, після чого Сампаолі був звільнений, а підготовкою збірної продовжив займатися тренерський тандем зі Скалоні і Пабло Аймара. Передбачалося, що вони виконуватимуть обов'язки головного тренера до кінця 2018 року, проте вже у листопаді Скалоні прийняв пропозицію очолити тренерський штаб збірної Аргентини на постійній основі.

## Статистика виступів

### Статистика клубних виступів
| Сезон                        | Команда                      | Чемпіонат            | Чемпіонат | Чемпіонат | Кубок | Кубок | Кубок | Єврокубки | Єврокубки | Єврокубки | Інші змагання | Інші змагання | Інші змагання | Усього | Усього |
| Сезон                        | Команда                      | Ліга                 | Ігор      | Голів     | Ліга  | Ігор  | Голів | Ліга      | Ігор      | Голів     | Ліга          | Ігор          | Голів         | Ігор   | Голів  |
| ---------------------------- | ---------------------------- | -------------------- | --------- | --------- | ----- | ----- | ----- | --------- | --------- | --------- | ------------- | ------------- | ------------- | ------ | ------ |
| 1993-94                      | «Ньюеллс Олд Бойз»           | ПД                   | 2         | 0         |       | —     | —     |           | —         | —         |               | —             | —             | 2      | 0      |
| 1994-95                      | «Ньюеллс Олд Бойз»           | ПД                   | 10        | 0         |       | —     | —     |           | —         | —         |               | —             | —             | 10     | 0      |
| Усього за «Ньюеллс Олд Бойз» | Усього за «Ньюеллс Олд Бойз» |                      | 12        | 0         |       |       |       |           |           |           |               |               |               | 12     | 0      |
| 1995-96                      | «Естудьянтес»                | ПД                   | 21        | 3         |       | —     | —     |           | —         | —         |               | —             | —             | 21     | 3      |
| 1996-97                      | «Естудьянтес»                | ПД                   | 16        | 4         |       | —     | —     |           | —         | —         |               | —             | —             | 16     | 4      |
| Усього за «Естудьянтес»      | Усього за «Естудьянтес»      |                      | 37        | 7         |       |       |       |           |           |           |               |               |               | 37     | 7      |
| 1997-98                      | «Депортіво»                  | ПД                   | 18        | 2         |       | —     | —     |           | —         | —         |               | —             | —             | 18     | 2      |
| 1998-99                      | «Депортіво»                  | ПД                   | 21        | 0         |       | —     | —     |           | —         | —         |               | —             | —             | 21     | 0      |
| 1999-00                      | «Депортіво»                  | ПД                   | 14        | 0         |       | —     | —     | КУЄФА     | 2         | 0         |               | —             | —             | 16     | 0      |
| 2000-01                      | «Депортіво»                  | ПД                   | 25        | 3         |       | —     | —     | ЛЧ        | 12        | 1         | СІс           | 1             | 0             | 38     | 4      |
| 2001-02                      | «Депортіво»                  | ПД                   | 25        | 2         | КІс   | 3     | 0     | ЛЧ        | 11        | 0         |               | —             | —             | 39     | 2      |
| 2002-03                      | «Депортіво»                  | ПД                   | 32        | 3         | КІс   | 6     | 0     | ЛЧ        | 11        | 0         | СІс           | 1             | 0             | 50     | 3      |
| 2003-04                      | «Депортіво»                  | ПД                   | 23        | 2         | КІс   | 2     | 0     | ЛЧ        | 11        | 1         |               | —             | —             | 36     | 3      |
| 2004-05                      | «Депортіво»                  | ПД                   | 27        | 2         |       | —     | —     | ЛЧ        | 7         | 0         |               | —             | —             | 34     | 2      |
| 2005-06                      | «Депортіво»                  | ПД                   | 15        | 0         | КІс   | 3     | 1     | ІНТ       | 5         | 0         |               | —             | —             | 23     | 1      |
| Усього за «Депортіво»        | Усього за «Депортіво»        |                      | 200       | 14        |       | 14    | 1     |           | 59        | 2         |               | 2             | 0             | 275    | 17     |
| 2005-06                      | «Вест Хем Юнайтед»           | ПЛ                   | 13        | 0         | КА    | 4     | 0     |           | —         | —         |               | —             | —             | 17     | 0      |
| 2006-07                      | «Расінг»                     | ПД                   | 30        | 2         | КІс   | 2     | 0     |           | —         | —         |               | —             | —             | 32     | 2      |
| 2007-08                      | «Лаціо»                      | A                    | 12        | 0         | КІт   | 0     | 0     | ЛЧ        | 7         | 0         |               | —             | —             | 19     | 0      |
| 2007-08                      | «Мальорка»                   | ПД                   | 6         | 0         |       | —     | —     |           | —         | —         |               | —             | —             | 6      | 0      |
| 2008-09                      | «Мальорка»                   | ПД                   | 22        | 0         | КІС   | 6     | 0     |           | —         | —         |               | —             | —             | 28     | 0      |
| Усього за «Мальорку»         | Усього за «Мальорку»         |                      | 28        | 0         |       | 6     | 0     |           |           |           |               |               |               | 34     | 0      |
| 2009-10                      | «Лаціо»                      | A                    | 5         | 0         | КІт   | 1     | 0     | ЛЄ        | 1         | 0         | СІт           | 0             | 0             | 7      | 0      |
| 2010-11                      | «Лаціо»                      | A                    | 12        | 0         | КІт   | 2     | 0     |           | —         | —         |               | —             | —             | 14     | 0      |
| 2011–12                      | «Лаціо»                      | A                    | 19        | 1         | КІ    | 0     | 0     | ЛЄ        | 2         | 0         | -             | -             | -             | 21     | 1      |
| 2012–13                      | «Лаціо»                      | A                    | 4         | 0         | КІ    | 0     | 0     | ЛЄ        | 3         | 0         | -             | -             | -             | 7      | 0      |
| Усього за «Лаціо»            | Усього за «Лаціо»            | Усього за «Лаціо»    | 52        | 1         |       | 3     | 0     |           | 12        | 0         |               | 0             | 0             | 67     | 1      |
| 2012–13                      | «Аталанта»                   | A                    | 7         | 0         | КІ    | 0     | 0     | -         | -         | -         | -             | -             | -             | 7      | 0      |
| 2013–14                      | «Аталанта»                   | A                    | 5         | 0         | КІ    | 0     | 0     | -         | -         | -         | -             | -             | -             | 5      | 0      |
| 2014–15                      | «Аталанта»                   | A                    | 3         | 0         | КІ    | 2     | 0     | -         | -         | -         | -             | -             | -             | 5      | 0      |
| Усього за «Аталанту»         | Усього за «Аталанту»         | Усього за «Аталанту» | 15        | 0         |       | 2     | 0     |           | -         | -         |               | -             | -             | 17     | 0      |
| Усього за кар'єру            | Усього за кар'єру            | Усього за кар'єру    | 487       | 34        |       | 31+   | 1+    |           | 71        | 2         |               | 2             | 0             | 591+   | 37+    |

### Статистика виступів за збірну
| Дата       | Місто        | Господарі | Результат  | Гості     | Турнір               | Голи | Примітки |
| ---------- | ------------ | --------- | ---------- | --------- | -------------------- | ---- | -------- |
| 30/04/2003 | Триполі      | Лівія     | 1 – 3      | Аргентина | товариський матч     | -    |          |
| 29/12/2004 | Барселона    | Каталонія | 0 – 3      | Аргентина | товариський матч     | 1    |          |
| 09/02/2005 | Дюссельдорф  | Німеччина | 2 – 2      | Аргентина | товариський матч     | -    |          |
| 08/06/2005 | Буенос-Айрес | Аргентина | 3 – 1      | Бразилія  | Відбір до ЧС 2006    | -    |          |
| 01/03/2006 | Базель       | Хорватія  | 3 – 2      | Аргентина | товариський матч     | -    |          |
| 30/05/2006 | Салерно      | Аргентина | 2 – 0      | Ангола    | товариський матч     | -    |          |
| 24/06/2006 | Лейпциг      | Аргентина | 2 – 1 д.ч. | Мексика   | ЧС 2006 - 1/8 фіналу | -    |          |
| Усього     |              | Матчів    | 7          |           | Голів                | 1    |          |

## Титули і досягнення

### Як гравець
- Чемпіон Молодіжного чемпіонату світу 1997
- Чемпіон Іспанії (1):

«Депортіво»: 1999-00
- Володар Кубка Іспанії (1):

«Депортіво»: 2001-02
- Володар Суперкубка Іспанії (2):

«Депортіво»: 2000, 2002
- Володар Суперкубка Італії з футболу (1):

«Лаціо»: 2009
- Чемпіон світу (U-20) (1):

Аргентина (U-20): 1997

### Як тренер
- Володар Кубка Америки (1):

Аргентина: 2021
- Бронзовий призер Кубка Америки (1):

Аргентина: 2019
- Переможець Суперкласіко де лас Амерікас (1):

Аргентина: 2019
- Чемпіон світу (1):

Аргентина: 2022
- Володар Кубка чемпіонів КОНМЕБОЛ–УЄФА (1):

Аргентина: 2022